# Lepidocharontidae
Lepidocharontidae zijn een familie van zeepissebedden.

## Taxonomie
De volgende taxa zijn bij de familie ingedeeld:
- Microcharon Karaman, 1934
- Janinella Albuquerque, Boulanouar & Coineau, 2014
- Lepidocharon Galassi & Bruce, 2016
  - Lepidocharon priapus Galassi & Bruce, 2016
  - Lepidocharon lizardensis Galassi & Bruce, 2016